# Erioptera (Erioptera) scolostyla
Erioptera (Erioptera) scolostyla is een tweevleugelige uit de familie steltmuggen (Limoniidae). De soort komt voor in het Australaziatisch gebied.